# Mljet
Mljet (wł. Meleda, łac. Melita) – chorwacka wyspa na Adriatyku, długości 37 km i szerokości nie przekraczającej 3 km. Długość linii brzegowej wynosi 135,19 km.
Według danych z 2001 wyspa miała 1 088 stałych mieszkańców zamieszkałych w kilkunastu wsiach i osadach; najliczniejsza to Babino Polje, kolejna Goveđari, Sobra i Polače. Dla porównania, w 1971 wyspa liczyła 2,1 tys. mieszkańców. Ludność wyspy utrzymuje się z turystyki.

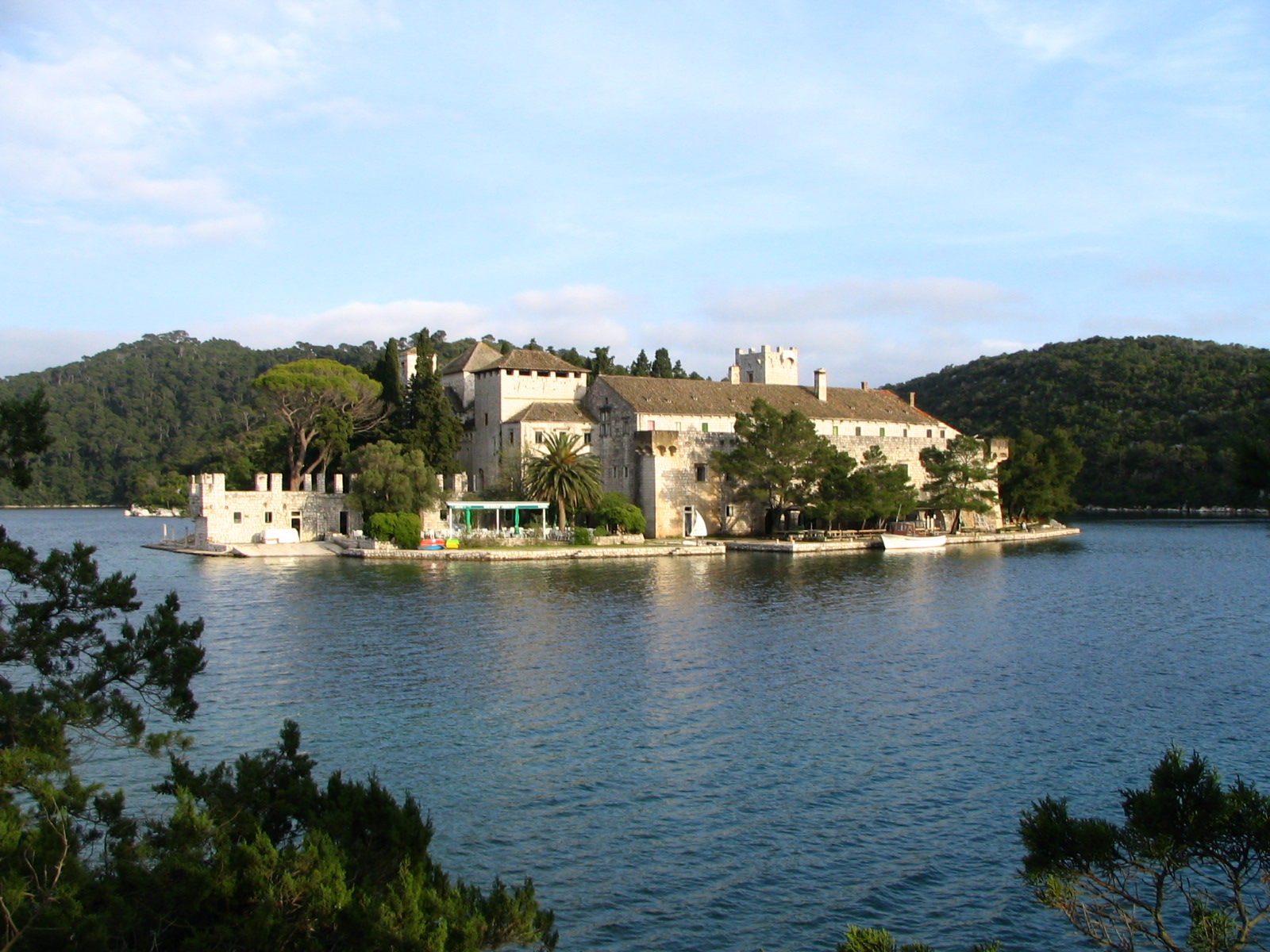
Klasztor na Wielkim Jeziorze

Powierzchnia wyspy jest głównie wyżynna, jej średnia wysokość wynosi ok. 340 m n.p.m. Najwyższy szczyt, Veliki Grad, ma wysokość 514 m n.p.m. Budują ją głównie kredowe wapienie i dolomity.
Blisko ¾ powierzchni wyspy zajmują lasy. W lasach iglastych dominującym gatunkiem jest sosna alepska, natomiast w lasach liściastych, złożonych głównie z gatunków zimozielonych, najliczniej występuje dąb ostrolistny. W suchszych miejscach występują zarośla typu makia, które we wschodniej części wyspy przyjmują lokalną formę, zwaną kamenjara.
W zachodniej części wyspy znajduje się Park Narodowy Mljet, obejmujący ok. 1/3 jej powierzchni, w tym dwa jeziora: Wielkie i Małe.